# Нільс Еріксен
Нільс Крістіан Еріксен (норв. Nils Kristian Eriksen; 5 березня 1911, Єрпен — 5 травня 1975, Мосс) — норвезький футболіст, що грав на позиції захисника за клуби «Одд» та «Мосс», а також національну збірну Норвегії. По завершенні ігрової кар'єри — тренер. Володар Кубка Норвегії.

## Клубна кар'єра
У дорослому футболі дебютував 1929 року виступами за команду «Одд» і провів в її складі 11 сезонів. За цей час виборов титул володаря Кубка Норвегії
Згодом перейшов до клубу «Мосс». 1941 року завершив професійну кар'єру футболіста виступами за команду «Мосс».

## Виступи за збірну
1931 року дебютував в офіційних матчах у складі національної збірної Норвегії. Протягом кар'єри у національній команді, яка тривала 9 років, провів у її формі 47 матчів.
У складі збірної був учасником чемпіонату світу 1938 року у Франції, де зіграв в програному матчі 1/8 фіналу з Італією (1-2).

## Кар'єра тренера
Розпочав тренерську кар'єру, повернувшись до футболу після тривалої перерви, 1949 року, очоливши тренерський штаб клубу «Мосс».
Останнім місцем тренерської роботи був той самий «Мосс», головним тренером команди якого Нільс Еріксен був протягом 1950 року.
Помер 5 травня 1975 року на 65-му році життя в місті Мосс.

## Титули і досягнення
- Володар Кубка Норвегії (1):

«Одд»: 1931
- Бронзовий олімпійський призер: 1936